# Pam & Tommy
Pam & Tommy är en amerikansk biografisk dramaminiserie i åtta delar, som släpptes för officiell streaming på streamingtjänsten Hulu i USA, den 2 februari 2022. Seriens huvudfokus riktar sig främst mot det turbulenta äktenskapet mellan skådespelerskan och fotomodellen Pamela Anderson och Mötley Crüe-trummisen Tommy Lee, och är baserad på en skriven artikel i tidningen Rolling Stone, som gavs ut av tidningsförfattaren Amanda Chicago Lewis, den 22 december 2014. Huvudrollerna som just Pamela Anderson och Tommy Lee, spelas av Lily James och Sebastian Stan.

## Handling
Seriens handling kretsar kring skådespelerskan/fotomodellen Pamela Anderson och Mötley Crüe-trummisen Tommy Lee, som under sin smekmånad bestämmer sig för att spela in en sexvideo, för att sedan få den stulen och utläckt till allmänheten. Personen som har stulit och läckt ut videon, visar sig senare vara en missnöjd hantverkare vid namn Rand Gauthier, som inte vill göra något annat än att hämnas på just Tommy Lee själv, efter att han har blivit blåst av honom i sitt arbete.

## Rollista

### Huvudkaraktärer
| Lily James       | – Pamela Anderson |
| Sebastian Stan   | – Tommy Lee       |
| Nick Offerman    | – Uncle Miltie    |
| Seth Rogen       | – Rand Gauthier   |
| Taylor Schilling | – Erica Gauthier  |

### Återkommande karaktärer
| Pepi Sonuga      | – Melanie           |
| Andrew Dice Clay | – Butchie           |
| Mozhan Marnò     | – Gail Chwatsky     |
| Fred Hechinger   | – Seth Warshavsky   |
| Paul Ben-Victor  | – Richard Alden     |
| Mike Seely       | – Hugh Hefner       |
| Medalion Rahimi  | – Danielle          |
| Don Harvey       | – Anthony Pellicano |
| Adam Ray         | – Jay Leno          |

### Gästkaraktärer
| Jason Mantzoukas  | – Tommys penis (röst)         |
| Maxwell Caulfield | – Bob Guccione                |
| John Billingsley  | – Penthouse-försvarsadvokaten |
| Brian Huskey      | – Skuldspelare                |
| Clint Howard      | – Sig själv                   |